# Corinto (Nicaragua)
Corinto ist eine Hafenstadt mit 22000 Einwohnern (2005) an der nordwestlichen Pazifikküste des mittelamerikanischen Staates Nicaragua.

## Geografie

### Geografische Lage
Corinto liegt 150 km nordwestlich der Hauptstadt Managua an der Pazifikküste. Sie gehört zum Departamento Chinandega. Corinto liegt auf einer Halbinsel und ist mit zwei Brücken mit dem Festland verbunden.

## Geschichte
Die Stadt wurde 1863 gegründet und nach der griechischen Stadt Korinth benannt.

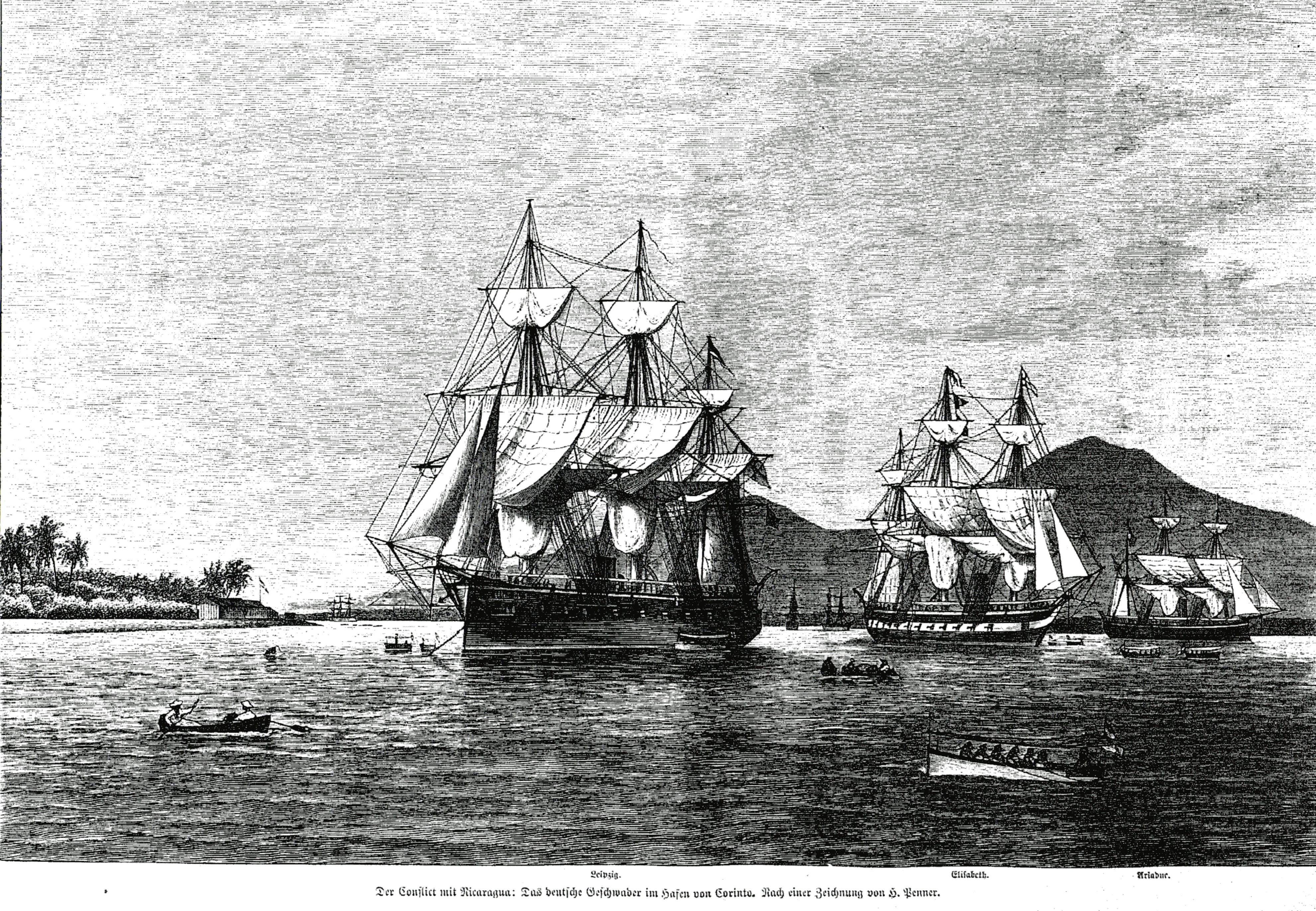
Das Zentralamerikanische Geschwader vor Corinto März 1878 Von links SMS Leipzig Elisabeth Ariadne Zeichnung von H Penner Illustrirte Zeitung 13 Juli 1878

Im März/April 1878 wurde die Stadt durch ein Geschwader der Kaiserlichen Marine im Rahmen der Eisenstuck-Affäre besetzt. 
Im April 1895 wurde Corinto kurzfristig von einem Geschwader der Royal Navy okkupiert. Hintergrund waren Streitigkeiten zwischen Großbritannien und Nicaragua über nicaraguanische Schuldentilgungen. 
Während des Contra-Kriegs diente der Hafen in den 80er Jahren als Anlaufstelle für kubanische und sowjetische Handelsschiffe, woraufhin die CIA 1984 den Hafen verminte. Bereits am 10. Oktober 1983 hatte ein CIA-Kommando im Hafen fünf Öltanks angegriffen, wodurch 3,2 Millionen Gallonen (ca. 12,1 Millionen Liter) Treibstoff verbrannten. 

## Kultur und Sehenswürdigkeiten

### Bauwerke
- Leuchtturm von 1876

## Wirtschaft und Infrastruktur
Die wichtigsten Wirtschaftszweige sind Fischerei und insbesondere der Hafen. Der Hafen von Corinto (span. Puerto Corinto) ist mit Abstand der wichtigste Hafen Nicaraguas. Etwa zwei Drittel aller Im- und Exporte des Landes die über den Seeweg laufen gehen über diesen Hafen (1.984.241 t im Jahr 2007).

## Städtepartnerschaften
Corinto unterhält Städtepartnerschaften mit folgenden Städten:
- Bremen, Deutschland (seit 1989, ruht derzeit)
- Köln, Deutschland (seit 1988)
- Liverpool, Vereinigtes Königreich
- Portland, Vereinigte Staaten